# تپه حسنلو

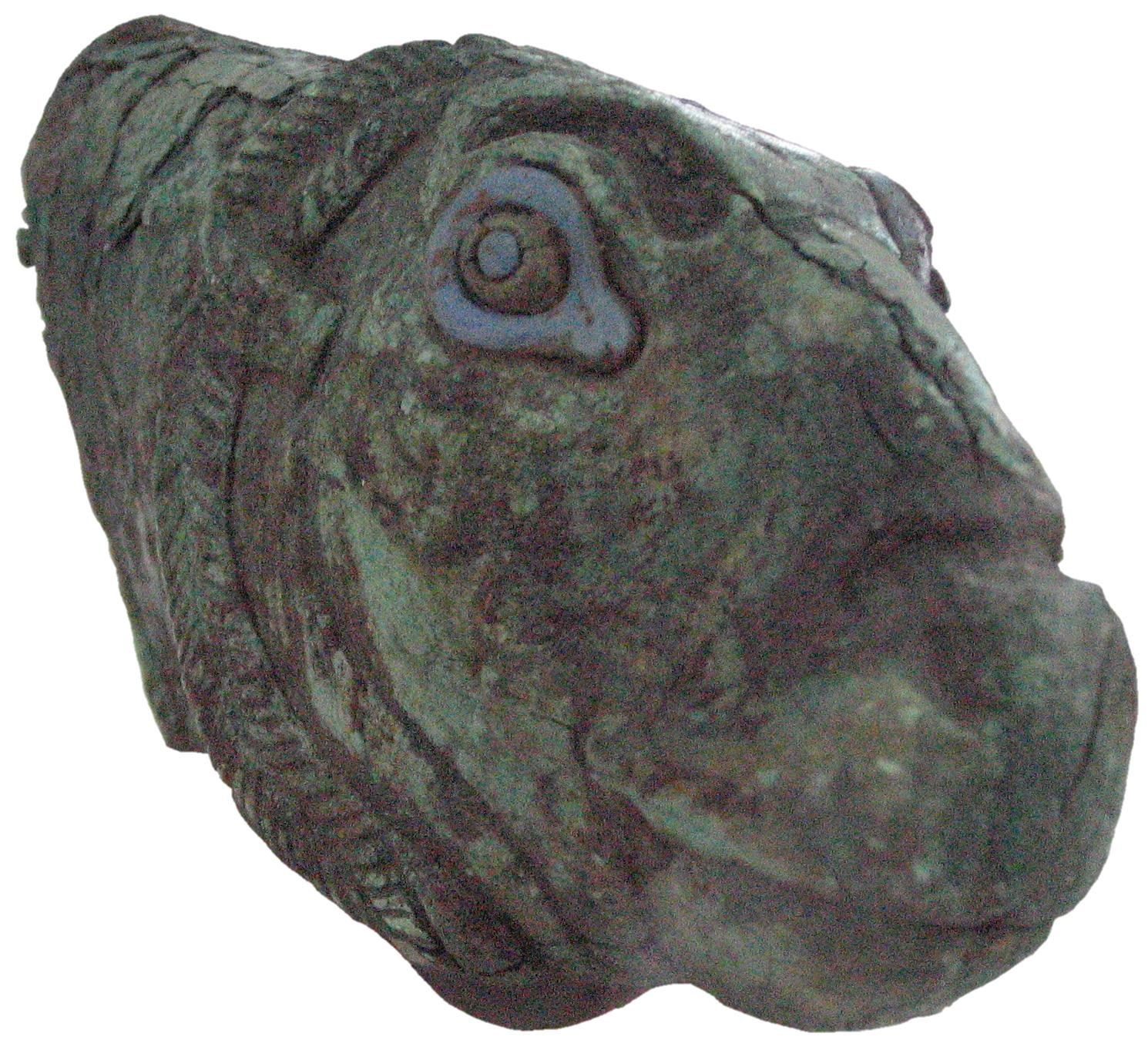
جام برنزی مربوط به هزارهٔ یکم پیش از میلاد یافت شده در حسنلو؛ موزه ملی ایران

تپه حسنلو که در ۷ کیلومتری شهر نقده قرار دارد، یکی از تپه‌های باستانی ایران است که قدمت آن به بیش از ۷ هزار سال پیش از میلاد می‌رسد. معروف‌ترین اثر باستانی یافت شده در این محل جام طلای حسنلو است که به عصر آهن تعلق دارد و در موزه ایران باستان نگهداری می‌شود.
تپه باستانی حسنلو در ۱۲ کیلومتری جنوب غربی دریاچه ارومیه، و ۹ کیلومتری شمال شرقی شهرستان نقده، بین دهکده‌های امین‌لو و حسنلو قرار دارد. این تپه به خاطر نام دهکده مجاورش حسنلو نامیده می‌شود.
تپه‌های باستانی زیادی پیرامون تپه حسنلو را فرا گرفته‌اند، و گویا هنگام آبادی حسنلو و تمدن عظیمش تمدن‌های دیگری نیز با این تپه در تماس بوده‌اند و هم دوره تمدن حسنلو به وجود آمده‌اند. می‌توان گفت در اطراف تپه حسنلو، به‌طور تقریبی ۱۴ تپه باستانی شناسایی شده است که نشان از آبادانی، آب و هوای مناسب و رشد فرهنگی انسان‌های روزگار کهن در این ناحیه می‌دهد.
وجود تپه‌های باستانی دیگر چنین می‌رساند که اقوام ساکن در حسنلو با اقوام ساکن در تپه‌های اطرافش از یک تیره بوده و با هم داد و ستد و رابطه داشته‌اند. تپه‌های اطراف حسنلو عبارتند از:
تپه باستانی پسدلی در شمال شرقی حسنلو (واقع در دهکده شیخ احمد)، تپه بارانی در جنوب حسنلو (واقع در دهکده بارانی عجم)، تپه حاج فیروز در جنوب حسنلو (واقع در دهکده حاج فیروز)، تپه باستانی تابیه در جنوب غربی حسنلو (واقع در دهکده تابیه)، عقرب تپه در مغرب حسنلو (واقع در دهکده دلمه)، تپه کوئیک در شمال غربی حسنلو (واقع در دهکده کوئیک)، تپه دلنچی ارخی در شمال غربی حسنلو (واقع در دهکده دلنجی ارخی=جوی گدا)، تپه باستانی فلات در مغرب حسنلو (واقع در دهکده قلات)، تپه باستانی میرآوا= میرآباد در مغرب حسنلو (واقع در دهکده میرآباد)، تپه باستانی دیگر به نام ساخسی تپه در جنوب حسنلو (واقع در دهکده ساخی تپه)، تپه نظام آباد در جنوب شرقی حسنلو (واقع در دهکده نظام آباد)، تپه مملو در جنوب شرقی حسنلو (واقع در دهکده مملو)، تپه محمدشاه در مشرق حسنلو (واقع در دهکده محمدشاه)، تپه گرخانه در مشرق حسنلو (واقع در دهکده گرخانه)، کلیه تپه‌های یاد شده به فاصله‌های مختلف از یکدیگر و به فاصله شعاعی ۲ کیلومتر تا ۱۵ کیلومتر از تپه حسنلو قرار گرفته‌اند.

## تاریخچه حفاری در تپه حسنلو

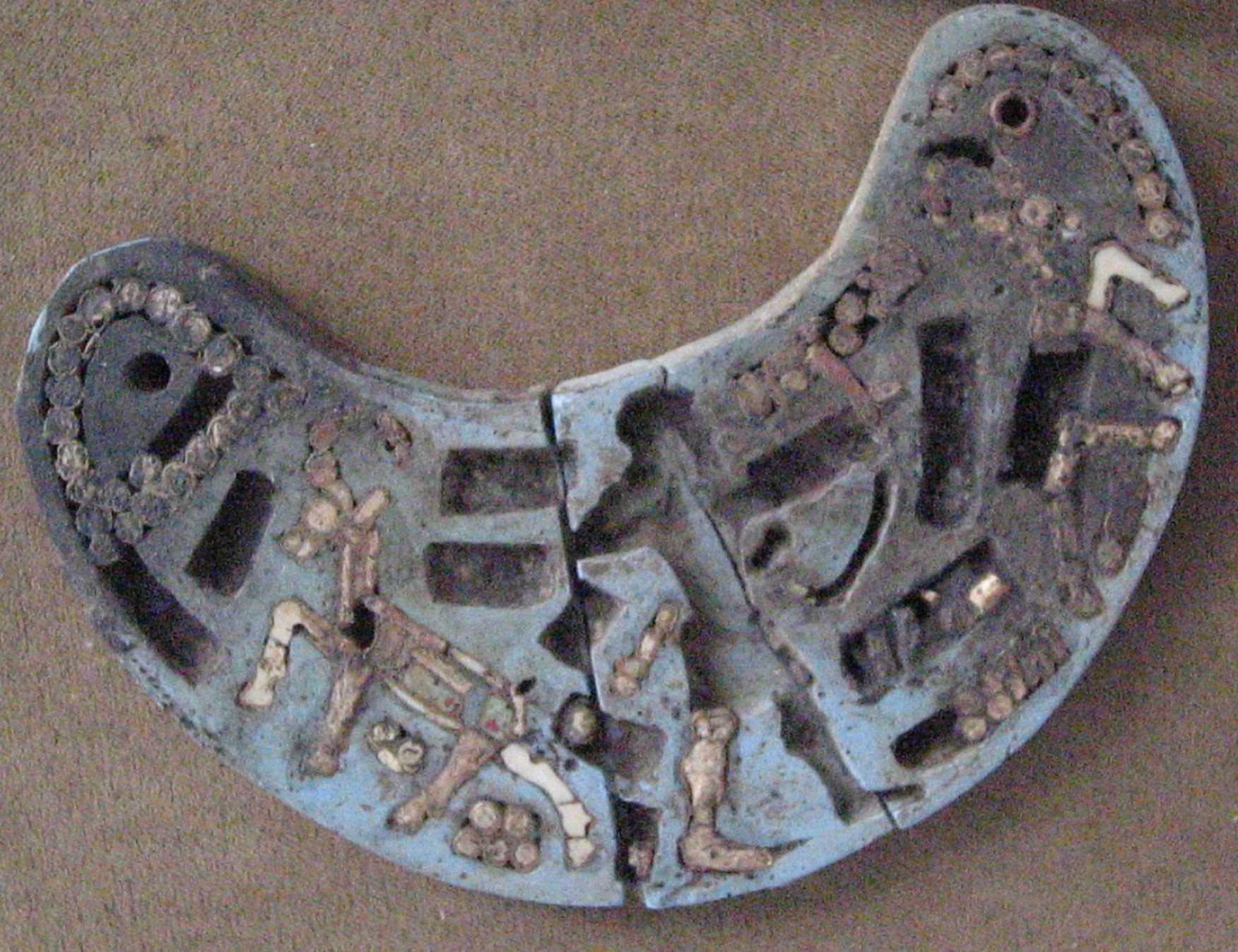
نشان هلالی‌شکل، آغاز هزاره یکم پیش از میلاد در حسنلو؛ موزه ملی ایرانتپه

حسنلو تپه بزرگ و مدوری به قطر تقریبی ۲۸۵ تا ۲۵۰ متر و ارتفاع ۲۲ متر از سطح رودخانه گدار می‌باشد. این تپه بین دو دهکده امین‌لو و حسنلو از طرف مغرب و مشرق قرار گرفته است. ساکنان اولیه تپه حسنلو احتمالاً قوم منائی بوده‌اند که تمدن وسیع و درخشانی از خود به یادگار گذارده‌اند. از اشیاء مکشوفه در این تپه چنین به نظر می‌رسد که آثار مفرغی آن‌ها کاملاً قابل مقایسه با آثار مفرغی لرستان یعنی قوم کاسی است و شاید خویشاوندی میان این دو قوم موجود باشد. از قوم مناعی و محل سکونت آن‌ها که سرزمین‌های جنوبی دریاچه رضائیه بوده است یادی در تورات شده است. قوم مناعی را قوم «مان» هم گفته‌اند.
تپه حسنلو ابتدا به وسیلهٔ یک هیئت تجاری ایرانی در سال ۱۳۱۳ خورشیدی کاوش شد و در سال ۱۳۱۵ به وسیلهٔ سر اورل اشتین دانشمند انگلیسی چندین گمانه در آن زده شد و مقداری هم اشیاء به‌دست آمد. در سال ۱۳۲۶ یک کاوش تجارتی به وسیلهٔ آقای فرهادی انجام گرفت و آقای محمود راد بازرس فنی این حفاری بود. در سال ۱۳۲۸ از طرف اداره کل باستانشناسی آقای مهندس علی حاکمی به اتفاق آقای محمود راد مأمور کاوش علمی در این تپه باستانی شدند. مقدار زیادی از اشیاء حسنلو که امروزه در موزه ایران باستان دیده می‌شود به وسیلهٔ این هیئت علمی به موزه تهران آورده شده است. ضمناً گزارش این حفاری به وسیلهٔ هیئت مزبور در جلد اول گزارشهای باستان‌شناسی در شهریور ماه ۱۳۲۹ چاپ شده است.
در سال ۱۳۳۴ شمسی یک هیئت مشترک ایرانی و آمریکایی به ریاست پروفسور رابرت دایسون در تپه حسنلو مشغول کاوش شدند. این حفاری در سال‌های بعد هم ادامه یافت.
بالاخره روز پنجشنبه ۲۳ فروردین ماه سال ۱۳۳۷ هیئت مشترک ایران و آمریکا ضمن حفاری در این تپه موفق به کشف جام بزرگ طلای حسنلو گردید. بازرس فنی و نماینده ایرانی هیئت در آن هنگام علی اکبر اصغریان بود. از آن پس مرتباً این تپه به وسیلهٔ هیئت مشترک ایران و آمریکا حفاری شده و هنوز هم ادامه دارد (ولی تاکنون کتاب مستقلی در این باره از طرف اندیشمند دایسون به چاپ نرسیده است).
در تابستان سال‌های ۴۹–۵۱ غلام‌رضا معصومی بازرس فنی این هیئت بود.
حفاری تپه حسنلو یک حفاری کاملاً علمی است. برای اینکه تپه را حفاری کنند ابتدا سطح آن را به مربع‌های متعدد به ابعاد ۵*۵ متر مربع تقسیم کرده‌اند و سپس در یک سوی جدول حاصله از اعداد و در سوی دیگر از حروف الفبای انگلیسی استفاده کرده‌اند. پس از اینکه ۲۶ حرف الفبای انگلیسی برای ۲۶ ترانشه در کنار هم نام‌گزاری شده است برای بار دوم این حروف تکرار شده است مانند حروف AA و BB و CC و DD و EE هرکدام برای یک ردیف ترانشه مورد استفاده قرار گرفته‌اند. با این کار محل دقیق هر ترانشه و هر شیئی یافت شده از آن ترانشه به خوبی روشن می‌گردد.

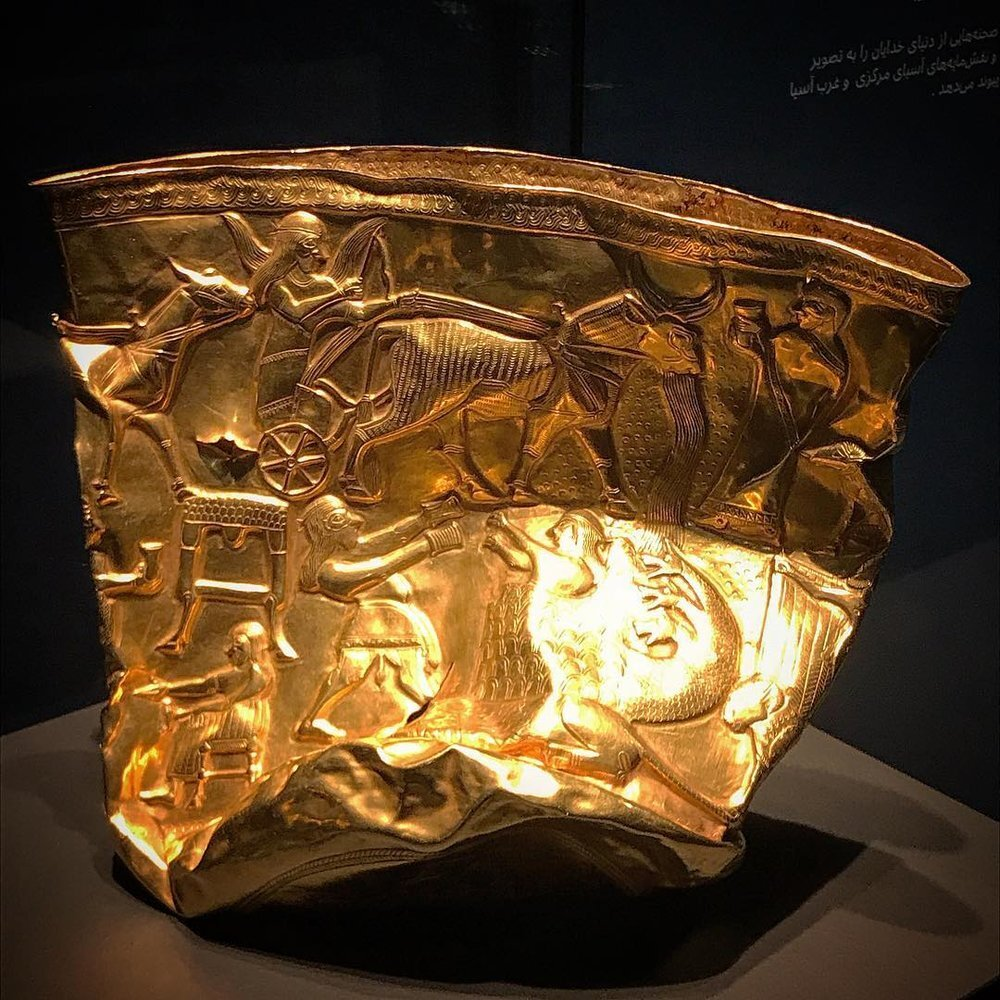
جام طلای حسنلو

در سال‌های اول حفاری، هیئت مشترک ایران و آمریکا در ترانشه‌های مختلف این تپه کار کرد و تقریباً محل مناسبی را برای کار دائمی هر ساله خود پیدا نمود. در همین سال‌ها بود که به ساختمان‌های سوخته دوره چهارم سکونت در حسنلو برخورد شد و اثرات سوختگی و شواهدی که این آتش‌سوزی را ثابت می‌کرد یکی پس از دیگری روشن گردید. در سال‌های اول حفاری، هیئت برای پیدا کردن ارتفاع خاک تشکیل دهنده تمدن‌های مختلف در مراحل دهگانه سکونت در حسنلو اقدام به حفر چاهی در مرکز تپه و تقریباً در پست‌ترین قسمت تپه نمود. این چاه در عمق ۵/۱۷ متری از سطح اولیه تپه به خاک بکر و آب رسید و نتایج کلی زیر را به‌دست‌آورد:
جام طلای حسنلو: این جام در فروردین ماه سال ۱۳۳۷ به وسیلهٔ هیئت مشترک ایران و آمریکا از تپه حسنلو کشف شد. این جام در آغوش انسانی جای داشت که بر زمین افتاده بود و بر پشت او خنجری فروکرده بودند. نقوش این جام متنوع بوده و دارای ارزش هنری فراوان است. در ابداع نقوش این جام هنرمند سازنده آن احتمالاً از دو داستان کهن الهام گرفته است. یکی داستان مهر فراخ دشت است که بر گردونه‌ای سوار و همراه یارانش به جنگ دشمن می‌رود که پیمان شکنان را کیفر دهد. دیگری داستان پیروزی فریدون پیشدادی بر ضحاک ماردوش است که شاه فریدون به کمک کاوه آهنگر موفق می‌شود که بر ضحاک پیروز شده و خواهرانش را از اسارت او بیرون آورد.

## دوران‌های سکونت در حسنلو

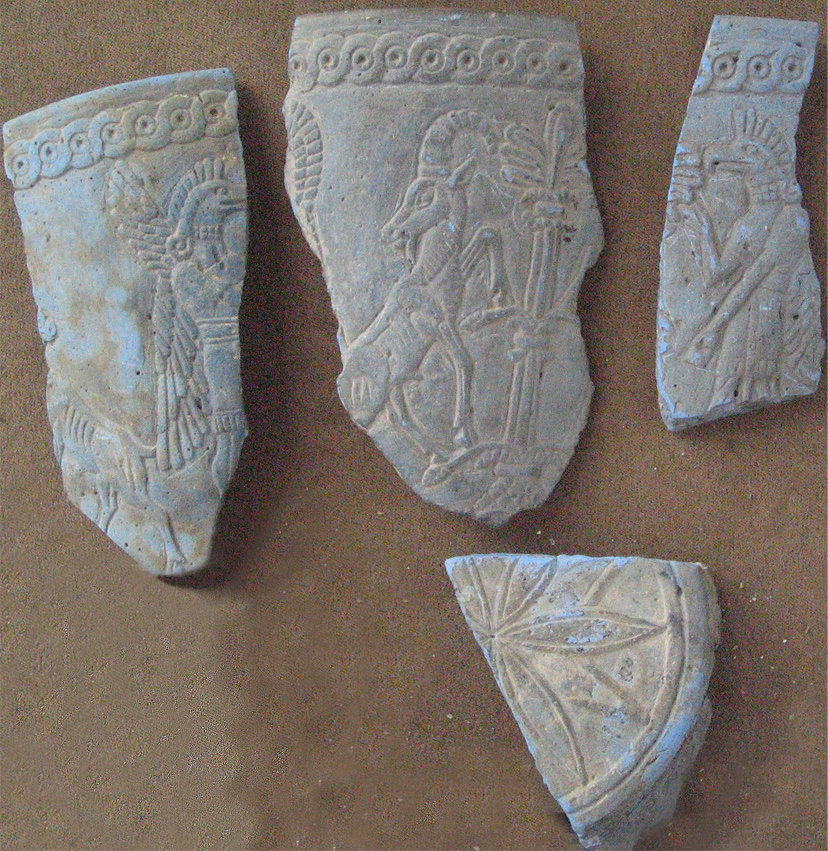
سنگ لاجورد، هزاره ۱ (پیش از میلاد)، حسنلو، موزه ملی ایران

عقیده اندیشمند دایسون رئیس هیئت مشترک ایران و آمریکا ده دوره متمایز سکونت در تپه حسنلو موجود است و از قدیم به جدید یعنی از دوره دهم شروع و به دوره یکم که آخرین دوره است ختم می‌شود. دایسون تاریخ تقریبی سکونت در دوره دهم را به ۶ هزار سال پیش از میلاد مسیح نسبت می‌دهد و دوره نهم و هشتم تا هفتم را بین ۶ هزار و سه هزار پیش از میلاد می‌داند. از سه دوره دهم و نهم و هشتم اطلاعات زیادی نداریم و مدارک کافی نیز در دست نمی‌باشد و امید می‌رود با ادامه حفاری در تپه حسنلو نکات تاریک این سه دوره کاملاً روشن گردد.
از دوره هفتم تا دوره اول اطلاعات بیشتری موجود است و شواهد باستان‌شناسی و حفاری‌ها در حسنلو وجود این دوره‌ها را کاملاً تأیید می‌کند. در این دوره‌ها به بناهای خشتی و گلی و سنگی برخورد شده است. از حفاری که در ترانشه U ۲۲ در سال‌های ۱۳۴۹ و ۱۳۵۱ انجام گرفت ثابت شد که از دوره چهارم سکونت در حسنلو یعنی از هنگام وقوع آتش‌سوزی بزرگ حسنلو تا دوره هفتم سکونت (۲۲۰۰ سال پیش از آتش‌سوزی) آثار ساختمانی که دال بر سکونت افرادی در حسنلو می‌باشد موجود است(۱). بنابراین دوره هفتم بین ۲۵۰۰ تا ۳۰۰۰ سال پیش از میلاد بوده است که از ابزار مفرغی استفاده می‌شده است و دوره ششم بین ۲۰۰۰ تا ۲۵۰۰ پیش از میلاد مسیح و دوره پنجم می‌تواند ۱۳۰۰ سال پیش از میلاد مسیح بوده باشد.
در دوره پنجم سکونت در حسنلو ظروف سفالی خاکستری رنگ ظاهر شده است ولی اقوام سازنده این ظروف سفالی خاکستری رنگ معلوم نیست که از چه منطقه‌ای به این محل آمده‌اند؟ از مختصات دوره پنجم سکونت در حسنلو وجود ساختمان‌های خشتی و گلی است که تاکنون در هیچ نقطه از دنیا یافت نشده است.
دوره چهارم بین ۱۳۰۰ تا ۸۰۰ ق-م است یعنی همان دوره آتش‌سوزی بزرگ و لایه‌های سوخته و سیاه شده که تقریباً در مدت ۵۰۰ سال سکونت تشکیل گردیده است. در این دوره ساختمان‌های حسنلو از سنگ ساخته شده بود و تمدن بسیار درخشانی در این دوره در حسنلو وجود داشته است. هنر اقوامی که در این دوره در حسنلو ساکن بوده‌اند بسیار پیشرفته بود و آثار آن‌ها قابل مقایسه با آثار زیویه کردستان و کلورز و مارلیک گیلان و کلیه نقاط لرستان می‌باشد.
دوره سوم سکونت در تپه حسنلو دوره مادها و کمی پیش از آن بوده است و نیز این دوره نیمی از دوره هخامنشی را هم شامل می‌شود و خود این دوره به دو قسمت III A و III B تقسیم می‌گردد و دوره III A قدیمتر از دوره III B بوده است. دوره دوم هم‌زمان با نیمی از دوره هخامنشی و همه دوران پارت (اشکانی) و نیمی از دوران ساسانی می‌باشد؛ و دوره اول که لایه بسیار ضعیفی است شامل اواخر ساسانی و اوایل اسلام است که اثری از آن موجود نیست و کلیه آثار این دوره از میان رفته است.
مهم‌ترین دوره سکونت در حسنلو همان دوره چهارم است و منظور نگارنده از تشریح کلی حفاری حسنلو و ساختمان‌های یافت شده در آن بیشتر روی این دوره می‌باشد. کلیه ساختمان‌های یافت شده در حسنلو که از سنگ ساخته شده‌اند متعلق به دوره چهارم سکونت در حسنلو است (گرچه مقدار کمی هم سنگ در پی‌های ساختمانی دوره پنجم بکار رفته است).
هیئت حفاری در سال‌های پیش از انقلاب توانست اتاق‌های متعددی با سالن‌های بزرگ در مرکز تپه کشف نماید و دیوار دفاعی قلعه نظامی و دژ محکم این شهر را از زیر خاک بیرون سازد. از کشفیات اخیر این هیئت دست یافتن به سه معبد بزرگ ستوندار است که احتمالاً مراسمی در هر یک از آن‌ها اجرا می‌شده است. به‌نظر می‌رسد که این سه تالار بزرگ ستوندار هم‌زمان با هم ساخته نشده است بلکه ابتدا تالار ستوندار شرقی و سپس تالار ستوندار بزرگ جنوبی پس از آن دو هم تالار ستوندار غربی ساخته شده است و به عبارت دیگر می‌توان گفت هنگامی‌که تالار ستوندار بزرگ جنوبی را بنا کرده‌اند اولین تالار ستوندار شرقی متروک شده بود و از آن استفاده کافی نمی‌شده است و آن تالار به انبار یا طویله اسبان تبدیل شده بوده است؛ و نیز سومین تالار غربی ستوندار را هنگامی بنا کرده‌اند که دومین تالار بزرگ جنوبی کفاف احتیاجات آن‌ها را نمی‌کرده است بدین جهت اقدام به ساختن سومین تالار بزرگ ستوندار کرده‌اند. شواهدی که از این حفاری داریم اینطور نشان می‌دهد که هر سه بنای ستوندار مانند یک مرکز مذهبی یا معبدی بوده که برای انجام تشریفات خاصی ساخته شده و در حقیقت خدا را در آنجا می‌پرستیدند.

## حیاط مرکزی و بناهای پیرامون آن
در مرکز این دژ حیاط وسیعی به طول ۲۹ و عرض ۱۹ متر قرار گرفته است. البته طول و عرض حیاط در همه سو یکسان نبوده و حیاط تقریباً شکل چندضلعی نامنظمی پیدا کرده است به‌طوری‌که در شمال‌ترین قسمت عرضش به ۲۱ متر هم می‌رسد. در انتهای جنوبی حیاط مرکزی مذبح یا قربانگاه قرار داشت و در انتهای شمالی حیاط چند ستون سنگی بلند به فاصله چند متر از یکدیگر به ارتفاع سه متر یا بیشتر مانند لوحه سنگی یادبود به دیوار شمالی حیاط نصب شده بود ولی روی هیچ‌کدام از آن‌ها کتیبه‌ای دیده نمی‌شود. در دو سوی شمالی و غربی حیاط سکوهای سنگی به ارتفاع تقریبی ۶۰ تا ۷۰ سانتیمتر و عرض ۱۲۰ تا ۲۳۰ سانتیمتر وجود داشت که با سنگ‌های تخت مفروش بود. دور تا دور حیاط مرکزی، اتاق‌های کوچک و بزرگ و تالارهای ستوندار و ایوان‌های درازی وجود داشته است که بازمانده آن هنوز هم برجای اولش دیده می‌شود.

### بناهای سوی شرقی حیاط مرکزی
در جنوب خاوری حیاط مرکزی یک تالار وسیع با چند انبار وجود داشت. در این تالار خمره‌های بزرگی به تعداد زیاد یافت شد. از همین تالار یک در به انبار دیگری که خمره‌های زیادی در آنجا وجود داشت باز می‌شد. مورد استفاده این خمره‌ها محققاً معلوم نیست که آیا برای ذخیره آب بوده یا شراب؛ ولی به سبب اینکه این قلعه دژ نظامی بوده است احتمال ذخیره آب برای روزی که احیاناً دژ را محاصره کنند بیشتر است. در شمال همین انبار اولین و قدیمترین تالار بزرگ ستوندار قرار گرفته است. در ورودی این تالار بزرگ ستوندار از همین انبار به داخل حیاط مرکزی باز می‌شده است. تا آنجایی که حفاری‌های اخیر روشن کرده است این تالار به طول و عرض ۱۶ × ۴ متر از زیر خاک بیرون آمده است ولی قسمت جنوب شرقی آن هنوز حفاری کامل نشده و معلوم نیست که ابعاد واقعی این تالار چند متر است. در مرکز این تالار در دو ردیف ۴ ستون وجود داشته است که فاصله هر ستون با ستون دیگر ۵ متر بوده است و در کنار دیوار نیز محلهایی برای تعبیه ستون‌های چوبی با ته ستون‌های سنگی دیده می‌شود. در جنوب همین تالار محل محراب یا موبد معلوم است. در میان این تالار ستوندار اسکلت دو اسب به فاصله ۵ متر از یکدیگر در سوی شرقی و مرکزی تالار یافت شد. دیدن این منظره چنین ثابت می‌کند که از این تالار پس از ساخته شدن تالار دوم ستوندار که در جنوب حیاط مرکزی قرار دارد دیگر استفاده نشده است بلکه جهت نگهداری اسبان به جای اصطبل بکار رفته است.

## دروازه و دیوار دفاعی قلعه
دور تا دور قلعه را دیواری به قطر (عرض) ۳ متر و ارتفاع هفت متر فرا گرفته بوده است. در سرتاسر این دیوار برج‌های مربع شکلی به فاصله‌های ۳۰ متر از یکدیگر و به ابعاد ۱۰ متر × ۱۰ ساخته شده بود. ارتفاع برج‌ها به‌درستی معلوم نیست که چند متر بوده است و مسلماً بیشتر از ۷ متر یعنی بلندتر از دیوار قلعه بوده است. با احتساب هر ۳۰ متر یک برج، تقریباً محل هفت برج در روی دیوار دفاعی قلعه روشن می‌گردد. طرز قرار گرفتن برج‌ها در میان دیوارها طوری بوده است که ۳ متر از طول برج داخل دیوار و ۵ متر آن خارج دیوار (بیرون از قلعه) و ۲ متر آن در سوی دیگر دیوار (داخل قلعه) قرار داشته است. از این برج‌ها برای حفاظت قلعه استفاده می‌شده است.
از حفاری قسمتی از دیوار قلعه و چند برج می‌توان نتیجه گرفت که تغییراتی در دیوار شهر و برج‌ها در دوران سوم سکونت در حسنلو پدید آمده است و مسیر دیوار قلعه در دوره سوم سکونت با دوره چهارم فرق کرده است، زیرا پس از آتش‌سوزی و فروریختن قسمت زیادی از دیوار قلعه و خراب شدن برخی از برجها، دیوار و برج‌ها از نو بنا شده ولی در مسیر دیوار اندکی انحراف حاصل گردیده است.
توضیح یکی از کاشفان حسنلو دربارهٔ یک تالار: این تالار همان ترانشه Y ۳۱ و Y ۳۲ بود که در سال ۵۱ حفاری گردیده و اشیائی هم از آنجا یافت شده است. در شمال این تالار در ترانشه‌های X ۳۱ و W ۳۱ و W 31 E چند اتاق کوچک و بزرگ کشف شد. در ورودی این اتاق‌ها که معمولاً همه به یکدیگر راه داشتند از قسمت شمال شرقی حیاط مرکزی بود. در همین واحد ساختمانی بود که اسکلت‌های متعددی یافتیم و جالبترین این اسکلتها اسکلت زن و مردی بود که در آغوش هم خفته بودند. (شکل ۳۱ و ۳۲) بهترین اشیائی که از این ترانشه‌ها و در میان بناهای قسمت شرقی حیاط مرکزی یافت شده است عبارت بودند از یک دستگیره مفرغی با نقش گیلگمش و حیوان شبیه شیر – مقداری پارچه سوخته – دو عدد استوانه با نقش بز و مقداری ابزار مفرغی و دهنه اسب.

## بناهای جنوبی حیاط مرکزی
در جنوب حیاط مرکزی یک واحد بزرگ ساختمانی که شامل اتاق‌ها و تالارهای متعددی بود کشف گردید از بناهای مهم این قسمت دومین تالار بزرگ ستوندار بود که گویا به عنوان معبد پس از متروک شدن اولین و قدیمی‌ترین تالار ستوندار شرقی از آن استفاده شده است. این تالار بزرگ دارای ابعاد ۳۰/۲۴ × ۵/۱۸ متر بود. تعداد ۸ ستون در وسط و ستون‌هایی دیگر در اطراف تالار و در کنار دیوارها وجود داشت. همه ستون‌های چوبی روی ستون‌های منظمی قرار گرفته بودند. سقف چوبی این تالار بر روی ستون‌های چوبی استوار بوده و سنگینی تیرهای سقف روی همین ستون‌های چوبی تالار می‌افتاده است. این تالار بیشتر از یک طبقه (اشکوب) نداشته است و ارتفاع آن از کف تا سقف ۷ متر بوده است در صورتی که ساختمان‌های دیگر اطراف این تالار دو طبقه (دو اشکوبه) بوده و بلندی هر اشکوب ۵/۳ متر بوده است. در حقیقت پشت‌بام تالار با پشت‌بام اتاق‌های اطرافش در یک سطح مساوی قرار گرفته بوده است.
در میان این تالار ستوندار بزرگ معبد مانند، تقریباً به فاصله ۵/۳ متر از در ورودی سمت شمال تالار سکویی به اضلاع ۳*۲ متر قرار داشت. این سکو که از خشت و گل ساخته شده بود احتمالاً جهت انجام تشریفات مراسم مذهبی ویژه‌ای ساخته شده بوده است. شاید هم در روی این سکو شمعدان‌ها و چراغ‌های پیه‌سوز جهت روشن نگهداشتن معبد قرار می‌داده‌اند و شاید هم قربانی را روی همین سکو تقسیم می‌کرده‌اند. در سمت جنوبی تالار درست در وسط ضلع جنوبی محلی شبیه محراب که شاید محل ایستادن یا نشستن موبد بزرگ بوده است درست کرده‌بودند که راهی به اتاق کوچک پشت معبد (در ضلع جنوبی آن) دارد. ممکن است همین اتاق کوچک هم محلی برای تعویض لباس روحانی موبد یا محل کار ویژه‌ای برای موبد بوده باشد.
در سمت شمال شرقی داخلی معبد و تقریباً قسمت شرقی در ورودی سمت شمال آن در داخل معبد محلی برای روشن کردن آتش مقدس وجود داشته است که هنگام اجرای مراسم احتمالاً در آن محل آتش می‌افروختند و آثار سوختگی زیاد نشانه آتش‌افروزی در آن محل است. در گوشه جنوب غربی معبد نیز آتشگاه دیگری بچشم می‌خورد که عبارت از اجاق مستطیلی شکلی است و آثار سوختگی شدیدی در آن محل نیز دیده می‌شود.
در میان ستون‌های این تالار، در قسمت شمال و غربی دو در بزرگ به عرض ۲ متر و در قسمت جنوبی و شرقی درهای ورودی بعرض ۲۰/۱ متر بداخل اتاق‌های اطراف تالار باز می‌شوند. در سمت شمال معبد و در دو طرف دروازه شمالی آن دو سکوی بزرگ که روی آن‌ها سنگ‌فرش شده است به چشم می‌خورد. عرض هریک از سکوها ۵/۲ متر و طولشان تقریباً ۸ متر بود. از قرائن و شواهدی که در این معبد و اطرافش موجود است چنین استنباط می‌شود که این سکوها برای نشستن افرادی که به معبد دعوت می‌شدند یا برای اجرای مراسم خاصی به آنجا می‌آمدند ساخته شده‌اند؛ و محل سخنران یا موبد که درست مانند سن تئاتر یا سینما در مقابل آن سکوها قرار گرفته است چنین راهنمائی می‌کند که ممکن است افرادی برای استماع سخنرانی موبد بزرگ در این محل گردهم می‌آمدند و موبد در محل مخصوص خود می‌نشسته یا می‌ایستاده و افراد دیگر روی سکوهای طرفین دروازه شمالی می‌نشستند و مراسم با دستور موبد روی سکوی میز مانند که نزدیک جایگاه موبد بود انجام می‌گرفت. اجرای این مراسم آتش‌افروزی در آتشگاه‌های سمت شمال شرقی و جنوب غربی معبد همراه بوده است.
بناهای اطراف معبد یادشده غالباً همه به هم راه داشتند و مانند اتاق‌های تو در تو در چهار سوی معبد ساخته شده‌اند و اکنون نیز محل درهای آن که به معبد باز می‌شده کاملاً پیداست. در قسمت شمالی معبد و خارج آن دو ایوان کوچکی در طرفین در ورودی قرار گرفته است. پیش از اینکه وارد این بنای بزرگ معبد شویم باید از ایوان‌ها بگذریم. این دو ایوان هم شاید محل رخت‌کن یا محل نگهداری اثاثیه و اشیاء کسانی بوده است که هنگام ورود به معبد تحویل افرادی می‌دادند تا در بازگشت از معبد دوباره آن‌ها را پس گرفته و با خود ببرند. پیش از اینکه وارد این دو ایوان شویم، در گوشه جنوب‌غربی حیاط مرکزی نظر ما را سنگ بزرگی در فاصله ۲ متری ایوان‌ها جلب می‌کند. این سنگ بزرگ بطول ۴ و بعرض ۲ متر است. شاید هم مراسم قربانی را روی آن سنگ انجام می‌داده‌اند زیرا ممکن است که انسان یا حیوان را برای بزرگداشت معبد بزرگ و خدای معبد قربانی کنند و این سنگ احتمالاً مذبحی بوده که قربانی را روی آن سر می‌بریده‌اند و پس از شستشوی قربانی برای تقسیم، آن را به داخل معبد روی سکوی نزدیک جایگاه موبد منتقل می‌کرده‌اند.
اتاقهای دیگر سمت جنوب حیاط مرکزی شامل انبارها، اسلحه‌خانه و آشپزخانه بود که غالباً به تالار بزرگ ستوندار جنوبی راه داشته‌اند. بجز آشپزخانه که در پشت تالار بزرگ قرار گرفته بود اتاق‌های کوچکی با راهروهای بلند سمت جنوب و شرق این تالار را احاطه کرده بود. در کف برخی از اتاق‌ها ته ستون‌های سنگی جسته گریخته افتاده بود. در پشت تالار بلند شرق تالار ستوندار یک راهرو وسیعی که احتمالاً اسلحه‌خانه بوده یا اسلحه‌ها در آنجا ساخته می‌شده است وجود داشت. در سال‌های گذشته از این محل تعداد زیادی شمشیر و سرنیزه آهنی کشف شده بود که این نظریه را تأیید می‌کند. یک در ورودی از قسمت جنوب شرقی حیاط مرکزی به محوطه اسلحه‌خانه باز می‌شده که به همه اتاق‌های مجاور خود راه داشته است. در سمت مغرب همین تالار بزرگ ستوندار چندین اتاق بزرگ و کوچک قرار گرفته بودند که همگی با هم ارتباط داشته‌اند و از آخرین اتاق شمال غربی این واحد ساختمانی راهی به راهرو باریک ساختمان‌های غربی حیاط مرکزی و نیز راهی به سومین کاخ بزرگ ستوندار که از دو تالار دیگر جدیدتر است وجود داشته است. این اتاق درست روبروی اتاقی که جام طلا از آنجا کشف شد واقع شده است.

### بناهای غربی حیاط مرکزی
در گوشه جنوب غربی حیاط مرکزی نزدیک مذبح دری به سوی تالار بزرگ ستوندار (معبد) باز می‌شود و در جوار همین در یک راهرو بلند و باریک که به سومین تالار ستوندار غربی (جدیدترین تالار) منتهی می‌شود وجود دارد. در ضلع شمالی همین راهرو نزدیک سومین تالار ستوندار در اتاق کوچکی جام طلای حسنلو در سال ۱۳۳۸ کشف گردید. این جام در آغوش انسانی که روی سینه بر زمین افتاده بود و به پشت او خنجری فرورفته و از سوی دیگرش جام را شکافته بود یافت شد. در قسمت غربی حیاط مرکزی یک در ورودی بزرگ به اتاق‌های غربی حیاط و تالارهای بزرگش که اتاق‌های متعددی داشتند باز می‌شده است. تقریباً بیش از ۱۵ اتاق کوچک و بزرگ که غالباً بهم راه داشته و با هم ارتباط دارند کشف شده است. این واحد ساختمانی، از سوی مشرق به حیاط مرکزی و از سوی مغرب به دیوار غربی قلعه و از سوی جنوب به راهرو باریک و از سمت شمال به راهی که هر بازدیدکننده از این قلعه به هنگامی که آباد بود از آنجا عبور می‌کرده است و این راه یگانه راه ورودی از سمت غرب قلعه و دروازه غربی قلعه دفاعی بوده است. این واحد ساختمانی از سوی شمال دارای در بزرگ ورودی بوده است که به وسیلهٔ پله‌های درازی به طول ۱۱ تا ۹ متر به دخل راهرو بلند که طولش ۲۲ و عرضش ۹ متر بوده بدون بنا راه داشته است. این راهرو دارای دو دروازه غربی و شرقی هم بوده، که فاصله دروازه‌ها از هم ۵/۱۶ متر بوده است. یک در هم در سمت جنوب آن به راهرو باریک یاد شده باز می‌شده است. یک هال کوچکتر هم در مغرب این راهرو (هال) بزرگ داشته است که طولش ۶۰/۱۴ و عرضش ۴۰/۳۰ متر بوده و از این هال غربی یک در ورودی به سومین تالار بزرگ ستوندار غربی به عرض ۲ متر باز می‌شده است.
سومین تالار ستوندار غربی که در شمال غربی تالار دوم بزرگ جنوبی و به فاصله زیادی از آن قرار گرفته بود حتماً پس از آن تالار بنا شده بوده است. ساختمان این تالار شباهت زیادی به بناهای دوران هخامنشی دارد، زیرا ستون‌ها را یکپارچه از سنگ ساخته‌اند و نظم بیشتری در ساختن این تالار بکار رفته است. ابعاد این تالار ستوندار جدید ۶۰/۱۵ * ۱۵ متر و تقریباً مربع شکل بوده است. عرض دروازه‌های ورودی آن ۲ متر و فاصله این تالار تا دیوار دفاعی قلعه ۹۰/۳ متر بوده است. در قسمت شمال شرقی این تالار ستوندار و در داخل تالار، آتشگاهی قرار داشت و محل اجرای مراسم یا محل موبد، تقریباً در مرکز تالار واقع شده بود.

### بناهای شمالی حیاط مرکزی
در قسمت شمال حیاط مرکزی بناهای دیگری وجود داشت که در تجسس‌های اخیر آن‌ها را یکی پس از دیگری از زیر خاک درآورده‌اند. این اتاق‌ها که فعلاً به ۱۵ عدد می‌رسند، احتمالاً محل نگهداری بانوان کاخ و شاید کنیزان و غلامان دژ بوده است؛ زیرا در تابستان سال ۴۹ از این قسمت تعداد زیادی جعبه‌های کوچک به شکل مکعب مستطیل مخصوص نگهداری وسایل آرایش، مانند سرمه‌دان و سرمه دان استخوانی و عاجی یافت شد که این احتمال را بیشتر تقویت می‌کرد.
در اتاق بزرگی که به نام ترانشه w ۲۹ در سال ۱۳۴۹ حفاری شد استخوان‌های ۱۱ اسکلت بهم خورده و درهم و برهم وجود داشت. وضعیت و موقعیت قرار گرفتن اسکلتها روی زمین مرگ غیرطبیعی آن‌ها را کاملاً ثابت می‌کرد. در میان این اسکلت‌ها ۴ اسکلت بچه وجود داشت. مسیر افتادن اسکلتها با هم فرق داشت و دفن هیچ‌کدام جهت معین و منظمی نداشت و چنین به نظر می‌رسید که هنگام مرگ، آن‌ها با دستپاچگی و در حین فرار به زمین افتاده و مرده‌اند. چند اسکلت هم روی صورت وارونه افتاده بود و چند اسکلت روی دست راست و تعدادی طاق‌باز و یکی دوتا هم روی دست چپ بر زمین افتاده و مرده بودند. سر چند اسکلت از بدن جدا شده بود و یکی از آن‌ها فقط یک پا داشت و پای دیگرش پیدا نشد. اسکلتی که احساس می‌شد زن است دست به سوی کودکی دراز کرده بود که کودکش را در آغوش کشد ولی مهلتی به او داده نشده بود و مرده بود، شاید احساس و عاطفه مادری مانع آن شده بود که کودکش را بگذارد و خودش فرار کند. به احتمال بسیار قوی این اتاق‌ها را آتش زده‌اند و هنگام ریزش تیرها و فرود آمدن سقف‌ها ساکنان آن‌ها با وحشت پا به فرار گذاشته‌اند ولی نتوانستند موفق شوند و به سبب بریده شدن دست و پای آن‌ها نیز به احتمال قوی ریزش خاک و افتان تیرهای سقف بوده است. دو اسکلت که در اتاق مجاور این اتاق بزرگ یافت شد احتمالاً زن و مردی بوده‌اند که در یک رختخواب خوابیده بوده و پای راست یکی روی پای چپ دیگری افتاده و هنگام وقوع حادثه حتماً خواب بوده‌اند.
در میان حیاط مرکزی نیز اسکلت‌های متعددی یافت شد که غالباً استخوان‌های آن‌ها سوخته و کاملاً از بین رفته بود. در ترانشه w ۳۰ چند اتاق وجود داشت که از یکی از اتاق‌ها دو بشقاب سه‌پایه سنگی بسیار زیبای منقوش پیدا شد. در این محل دروازه‌ای به اتاق‌ها باز می‌شد که در شرق آن دو تخته سنگ بزرگ بر روی سکویی قرار گرفته بود. در همین محل یک اسکلت که در چاهی افتاده بود چنین وانمود می‌کرد که این چاه را نیز مخصوص دفن همین اسکلت کنده‌اند زیرا اسکلت را روی شکم و صورت در ته چاه خوابانیده بودند و اثری از دفن دیده نمی‌شد. به‌طوری‌که سر اسکلت به طرف شمال شرقی و پایش بسوی جنوب غربی شکم و صورتش بر روی زمین قرار داشت. جالب اینکه هیچ شیئی در کنارش دیده نمی‌شد. دایسون عقیده دارد که «احتمالاً در آن دوره صاحبان این نوع اسکلت‌ها با این نوع دفن حتماً دچار بیماری سخت و مسری شده‌اند» ولی به‌نظر اینجانب این امر غیرطبیعی و غیرمنتظره است زیرا هرچقدر بیماری خطرناک و مسری بوده باشد و آن‌ها در اثر این بیماری فوت شده باشند باید بازماندگانش ظرفی یا شیئی در کنارشان می‌گذاشتند، ولی ممکن است اعتقادات مذهبی آن‌ها اجازه گذاشتن چیزی را در قبر آن‌ها ندهد (مانند دین اسلام) یا اینکه اینان بزه‌کار، جانی، جاسوس و اسیر بوده‌اند و برای متنبه کردن افراد دیگر حتی خواسته‌اند آن‌ها را در انظار مردم خوار گردانیده و در دنیای دیگر نیز (به عقیده خودشان) بدون غذا و آب بگذارند.
در ترانشه‌های w ۱۸ و w ۱۹ که در سال‌های گذشته حفاری شده ولی حفاری آن ناقص مانده بود برای تکمیل حفاری چند روزی کار شد، در این ترانشه‌ها سه دیوار از سه دوره مختلف یافت شد و یک اسکلت گاو در این ترانشه قرار داشت که سه اسکلت انسان نیز در کنار آن افتاده بود. به‌درستی معلوم نیست که این محل چه بوده و علت مرگ انسان‌ها و گاو همان آتش‌سوزی بوده است؟ که سقف بنا فروریخته و آن‌ها در زیر خاک مدفون شده‌اند یا جنگی رخ داده و ضمن جنگ کشته شده‌و بعداً آتش هم روی آن‌ها را فراگرفته است و استخوان‌ها را سوزانیده است. نظر به اینکه یک سرنیزه آهنی به شکم گاو فرورفته بود و یک پیکان آهنی هم در بالای سر حیوان دیده می‌شد معلوم می‌شود که هنگام آتش‌سوزی به این حیوان نیز حمله شده است.
به این نکته باید توجه شود که این دژ در دوره چهارم سکونت در حسنلو ایجاد شده است. بنای سوخته شده هم مربوط به این دوره است. در این هنگام یک آتش‌سوزی بسیار بزرگ و پرهیجان در قلعه رخ داده که با قتل و خرابی همراه بوده است. بعبارت دیگر برای ساکنان دژ این بلای ناگهانی و غیرمنتظره بوده است و شاید شبانه و هنگام خواب ساکنان قلعه، این محل مورد تاخت و تاز و حمله قرار گرفته باشد. به هر حال اثرات آتش‌سوزی در قسمت جنوبی، شرقی، شمالی، شمال شرقی و جنوب شرقی حیاط مرکزی و داخل حیاط بیشتر از قسمت‌های دیگر قلعه احساس می‌شود؛ زیرا در ترانشه w 3 E حتی تیرهای افتاده از سقف همه به صورت زغال درآمده و هرچه یافت می‌شد همراه با مقدار زیادی اثر آتش و زغال و خاکستر بود. وجود اسکلتهای انسانی و اسب و گاو که کاملاً سوخته بودند این نظریه را تأیید می‌کند.

## یادداشت
۱- در حفاری ترانشه U ۲۲ قطر لایه‌های تشکیل دهنده هر دوره چنین بود: از سطح اولیه تپه ۹۰ سانتیمتر پائین‌تر به دوره چهارم رسید قطر این لایه یا این دوره ۱۴۰ سانتیمتر بود و پائینتر از آن به دیوار دوره پنجم رسید و قطر این لایه ۲۰۰ سانتیمتر بود و پائینتر از سطح اولیه دوره پنجم دیوار دوره ششم نمایان شد و قطر این لایه ۱۹۰ سانتیمتر بود و از کف اولیه این دوره به پائین دوره هفتم شروع شد ولی تا کف این دوره هنوز حفاری نشده و قطر آن به‌درستی معلوم نیست فقط می‌توان ارتفاع کلی از سطح کنونی تپه تا شروع دوره هفتم را تعیین کرد که ۶/۲۰ متر بود.